# Conophytum marginatum
Conophytum marginatum är en isörtsväxtart. Conophytum marginatum ingår i släktet Conophytum, och familjen isörtsväxter.

## Underarter
Arten delas in i följande underarter:
- C. m. haramoepense
- C. m. littlewoodii
- C. m. marginatum